# André Pinto (football, 1978)
Pour les articles homonymes, voir André Pinto et Pinto.
André Pinto, de son nom complet André Candançam Pinto, est un footballeur brésilien né le 14 décembre 1978 à São Paulo au Brésil. Il évolue au poste d'attaquant.
André Pinto a disputé 70 matchs en 1re division portugaise et a inscrit 23 buts dans ce championnat.